# Estadio Municipal de Maipú
El Estadio Municipal de Maipú fue un recinto deportivo ubicado en la comuna de Maipú, Santiago, Chile. Su inauguración se produjo en 1955. Contaba con una capacidad cercana a las 5 000 personas. Fue escenario de encuentros oficiales de Copa Chile y del Torneo de Reservas de Chile, entre otros eventos.

## Historia
El estadio fue construido donde actualmente se ubica la Plaza de Armas de Maipú. Abrió sus puertas el 3 de abril de 1955, con una celebración presidida por el entonces alcalde de la comuna de Maipú, Gonzalo Pérez Llona. En el ámbito deportivo, se jugó un partido entre el seleccionado local y Thomas Bata.
El 25 de octubre de 1959, la selección de Maipú recibió a Colo-Colo en un encuentro amistoso, con triunfo para los visitantes por 7:1. En cuanto a encuentros oficiales, tras igualar 2:2 en el tiempo reglamentario, Santiago Morning derrotó 3:2 a la Universidad Técnica del Estadio, por los octavos de final de la Copa Preparación 1962, como se denominó en esa temporada a la Copa Chile. Previamente, por la primera fase de la competición, O'Higgins había derrotado 1:0 a Magallanes en la misma cancha.
Además, sobre el césped del reducto maipucino se disputaron partidos por el Torneo de Reservas de Chile, destacando la presencia de equipos como Audax Italiano, Iberia, Magallanes y Palestino, por mencionar algunos.
Un hecho destacado ocurrió en 1967, con motivo de la participación de Santos en el Torneo Internacional de Chile, disputado en el Estadio Nacional. El equipo brasileño, que contaba con todas sus figuras, incluyendo a Pelé, eligió al Estadio Municipal de Maipú como su campo de entrenamiento.
Décadas más tarde, fue inaugurado en la comuna el Estadio Santiago Bueras, un nuevo recinto municipal que también albergó encuentros de fútbol profesional.